# Pentatló modern als Jocs Olímpics d'estiu de 1956
Als Jocs Olímpics d'Estiu de 1956 celebrats a la ciutat de Melbourne (Austràlia) es disputaren dues proves de pentatló modern en categoria masculina. Les proves es disputaren entre els dies 23 i 28 de novembre de 1956.
Aquest esport combina proves de tir (competició de tir de 10 metres de distància), esgrima (competició d'espasa), natació (200 metres lliures), hípica (concurs de salts d'obstacles) i cros.

## Resum de medalles
| Prova                      | Or                                                             | Argent                                                    | Bronze                                                   |
| Pentatló modern Individual | Lars Hall                                                      | Olavi Mannonen                                            | Väinö Korhonen                                           |
| Pentatló modern Per equips | Unió SovièticaIgor Novikov · Ivan Deryugin · Aleksandr Tarasov | Estats UnitsWilliam Andre · Jack Daniels · George Lambert | FinlàndiaOlavi Mannonen · Väinö Korhonen · Berndt Katter |

## Medaller
| Posició | País           | Or | Argent | Bronze | Total |
| 1       | Suècia         | 1  | 0      | 0      | 1     |
| 1       | Unió Soviètica | 1  | 0      | 0      | 1     |
| 3       | Finlàndia      | 0  | 1      | 2      | 3     |
| 4       | Estats Units   | 0  | 1      | 0      | 1     |